# Rue de la Salie
La rue de la Salie est une voie bayonnaise (Pyrénées-Atlantiques), située dans le quartier du Grand Bayonne.

## Situation et accès
La rue de la Salie se situe dans le quartier du Grand Bayonne, en contrebas de la cathédrale. Elle s'étend du carrefour des Cinq-Cantons jusqu'à la rue Poissonnerie.

## Origine du nom
Il n'y a pas de véritable explication sur l'origine du nom de la rue, il viendrait de salida (« sortie »), du nom d'une ancienne puissante famille bayonnaise du Moyen-Âge, ou rue du sel, car on l'y apportait en barque.